# Lolita (romanzo)
Lolita è un romanzo di Vladimir Vladimirovič Nabokov scritto in inglese, pubblicato inizialmente a Parigi nel 1955 e dieci anni più tardi tradotto in russo dallo stesso autore.
Il romanzo suscitò immediato scandalo per il contenuto scabroso, la passione di un uomo maturo per una ragazza pre-adolescente. Il narratore è un professore di letteratura di trentasette anni ossessionato da Dolores, dodicenne, con la quale intreccia una relazione sessuale dopo esserne diventato il patrigno. Lolita è il soprannome che l'uomo dà in privato alla fanciulla. Il termine «lolita» - complice anche la trasposizione cinematografica di Stanley Kubrick - entrò nella cultura di massa e nel linguaggio prendendo a significare, per antonomasia, una giovanissima ragazza sessualmente precoce o comunque attraente, che appare comportarsi in maniera seduttiva nei confronti di uomini maturi. Questa visione, indotta soprattutto dal film di Kubrick, fu combattuta dallo stesso autore. Famosa fu l'intervista di Bernard Pivot del 1975 durante la trasmissione Apostrophes in cui Nabokov precisa: "Lolita non è una ragazzina perversa, è una povera bambina, che viene corrotta e i cui sensi non si risvegliano mai sotto le carezze del lurido signor Humbert."
Il romanzo ha avuto una seconda trasposizione filmica realizzata da Adrian Lyne nel 1997.

## Genesi
«Il primo vero palpito di Lolita mi attraversò verso la fine del 1939 o all'inizio del 1940 a Parigi, mentre ero immobilizzato da un forte attacco di nevralgia intercostale» scrisse Nabokov nella prefazione alle edizioni francese (1957) e italiana (1966) del romanzo. Da quella dolorosa, forzata immobilità ne uscì un bel racconto dalla vita fortunosa, prima ritenuto perduto durante il trasferimento in America nel 1940, poi ritrovato e pubblicato col titolo L'incantatore. Ma il tema del racconto - l'attrazione di un uomo maturo per una fanciullina nella fase di passaggio fra l'infanzia e l'adolescenza - aveva continuato ad agitare per via sotterranea la vena creativa dello scrittore se egli ci ritornò per dargli pieno sviluppo negli anni Cinquanta.
Benché Nabokov abbia sempre negato - in diverse interviste - di aver attinto la storia dalle cronache, nel 2018 Sarah Weinman pubblica il libro The Real Lolita asserendo che l'autore russo prese spunto da un vero caso. Nel giugno 1948 Florence Sally Horner, una ragazzina di 11 anni, fu rapita all'uscita dalla sua scuola a Camden, nel New Jersey, dopo essere stata ingannata da Frank La Salle, un cinquantenne che si fece passare per agente FBI. Tenuta prigioniera viaggiando in diversi posti per 21 mesi attraverso gli USA, l'adolescente fu ripetutamente abusata dall'uomo; dopo aver trovato il coraggio di confidarsi, fu finalmente liberata ma, una volta tornata nella sua comunità, la vittima innocente ne uscì moralmente colpevolizzata come "prostituta". L'amara vicenda si concluse con la morte di Florence in un incidente stradale ad appena 15 anni. Ad attestare l'influenza diretta della vicenda nel romanzo, oltre all'esplicita menzione che Nabokov fa del caso Horner nel capitolo 33, parte seconda del libro, la Weinman cita gli appunti sulla storia di Florence e la nota sulla morte dell'adolescente vergati sul manoscritto del romanzo. Già nel 2005 il critico Alexander Dolinin ipotizzò che il prototipo della storia di Humbert e Dolores "Lolita" fosse proprio il caso Horner. Tuttavia, la scrittura de L'incantatore, il lavoro non pubblicato del 1939, tende a dimostrare invece che l'idea del molestatore e della sua giovane vittima che in hotel si fanno passare per padre e figlia si agitassero nella mente di Nabokov molto prima del caso Horner.
Nel 2004 il critico tedesco Michael Maar segnalò l'esistenza di numerose somiglianze nella trama tra Lolita di Nabokov e un racconto, intitolato anch'esso Lolita, contenuto nella raccolta di racconti Die verfluchte Gioconda scritta dal dimenticato autore tedesco Heinz von Eschwege-Lichberg,  sotto lo pseudonimo di Heinz von Lichberg, e pubblicata nel 1916 dalla Falken-Verlag di Darmstadt. Il racconto Lolita di Lichberg parlava di un intellettuale di mezza età che, durante un viaggio all'estero, si innamorava di Lolita, la giovanissima figlia del suo padrone di casa, la quale, alla fine del racconto, moriva. Maar suggerisce che la vicenda, più che al plagio, debba essere attribuita a un fenomeno di criptomnesia da parte di Nabokov.

## Tema
Il delirio passionale per una minorenne era urtante per la morale comune e ne ebbero paura i 4 editori americani che rifiutarono il manoscritto. Quel che ignoravano o sottovalutavano dell'opera erano la ricerca dei particolari e l'approfondimento della psiche e dei sentimenti dei protagonisti, l'uso sapiente dell'arma dell'ironia che insidiava, smorzandoli, i passaggi più scabrosi. Nel 1956, al suo apparire in America, fu sommerso dai fischi, dalle proteste, e dalle severe condanne dei benpensanti che non seppero trovarvi altro che un libello pornografico. Il romanzo divenne un best seller tradotto in 30 lingue, con oltre 50 milioni di copie vendute in tutto il mondo.
La passione di Humbert Humbert, tipico prodotto della cultura della vecchia Europa, attraversa indenne il grottesco di un matrimonio, e l'adempimento dei relativi doveri coniugali, con la madre di Lolita, pur di continuare a stare accanto a lei senza destare sospetti. Liberatosi inaspettatamente il campo con la morte, quasi cercata, della moglie che aveva scoperto quell'orripilante attrazione sessuale, Humbert fugge in auto con l'oggetto dei suoi desideri, in una corsa senza meta, zig-zagante per tutto il vasto continente americano, di Stato in Stato, di motel in motel, di albergo in residence appartati, con le toilette delle stazioni di servizio, i supermercati, i gelati al pistacchio e i fumetti di Lolita, gli hamburger, i tanti letti sfatti, disordinati, per strade e autostrade con il cattivo gusto della provincia come sfondo. È un amore on the road per una donna che ancora non è donna, maniacalmente perseguito e inseguito per tutta l'America, agli occhi di un europeo terra ancora giovane, senza sedimentazioni, ancora plasmabile, proprio come la sua Lolita. Un amore-malattia dello spirito che ha per oggetto Lolita, ora dolce ora scorbutica, sempre mutevole, impenetrabile, inafferrabile. Proprio come un sogno. Un amore ideale, sublime anche se distorto, proiezione dei desideri di Humbert, suo "alter ego" inesistente nella realtà, per cui vana è la tensione a un suo possedimento totale, come vana è quella lunga corsa per il giovane continente, che non approda né a una conciliazione, né alla conoscenza di sé stesso. Humbert l'incantatore, il predatore, alla fine è lui il predato, l'incantato. Le parti si invertono quando Lolita, improvvisamente scomparsa e altrettanto inaspettatamente ricomparsa nella normalità di una donna sposata con un coetaneo, gli rivela il ruolo di "gioco" da lui sempre rivestito, uno dei tanti giochi da lei amati, come il tennis, come una nuotata. Nabokov ancora una volta mette in discussione la realtà e il suo effimero, perdente rapporto con quanto è apparente, frutto del sogno, della fantasia.
L'attacco non è frontale ma dissimulato sotto una valanga di artifici e di depistanti indizi. Per Nabokov la letteratura è sempre libero esercizio della fantasia, è gioco che, al pari della divina facoltà creatrice, ha il potere di ampliare a dismisura il mondo reale dando corpo alle sensazioni, ai desideri, alla fantasia. Creatura del XX secolo, Lolita è capricciosa, imbronciata, civettuola quel tanto da farsi inseguire "per gioco" in un lungo viaggio picaresco che porta in nessun dove, già in sé concluso e significante. Lolita è come Eva, nata dalla costola di Humbert-Adamo, che sfugge ancora una volta di mano all'uomo. Alla cognizione dello spaesamento, della perdita, della sofferenza, Nabokov oppone in Lolita la sublime arma del riso dissacrante.

## Trama

### Parte prima
(Lolita, capitolo 1)
Il professore Humbert Humbert, voce narrante del racconto, annoiato insegnante quarantenne di letteratura francese, dopo un matrimonio fallito e dopo essersi ripreso da un esaurimento nervoso si trasferisce nella piccola città di Ramsdale nella Nuova Inghilterra per potere dedicarsi interamente alla scrittura. Affitta una stanza nella casa di Charlotte Haze, una vedova: è qui che fa la conoscenza di Dolores (chiamata anche Lo, Lola o Dolly), la figlia dodicenne della padrona. Ribelle e maliziosamente spregiudicata, Lolita gli richiama subito alla mente Annabelle, il suo primo amore da tredicenne.
Nonostante la differenza di età, Humbert perde la testa per la ragazzina e inizia con lei un sottile rapporto di ingenua complicità che porta Dolores a salutare Humbert prima di partire per la colonia con un casto bacio sulle labbra. Mentre la figlia si trova al campo estivo, Charlotte, che intanto si è innamorata di Humbert, si dichiara: egli accetta di sposarla al solo fine di continuare a vivere vicino alla sua Lolita.
Poco tempo dopo, a Charlotte capita di leggere il diario dell'uomo e, appresi i veri sentimenti e intenzioni di lui, progetta di fuggire e di inviare Dolores in un collegio: minaccia Humbert di esporlo a un pubblico scandalo come «detestabile, abominevole criminale bugiardo». Il destino tuttavia interviene a favore del professore: mentre sta attraversando la strada, Charlotte viene investita da un'automobile e rimane uccisa.
A questo punto Humbert va a riprendere Dolores dal campeggio raccontandole inizialmente che la madre è stata ricoverata in ospedale, ma invece di tornare a casa i due cominciano un lungo vagabondaggio da un motel all'altro in giro per gli Stati Uniti. La prima sera fa ingurgitare dei sonniferi alla ragazzina con l'intenzione di averla tutta per sé. Viene però a scoprire che Dolores ha già perduto la verginità con un ragazzo della sua età al campeggio.

### Parte seconda
Dopo avere ammesso la morte della madre, Humbert propone a Lolita di accettarlo come suo patrigno e affidatario. Humbert comincia anche a pagarla per ottenerne i favori sessuali e al fine di impedirle di denunciarlo alla polizia, la spaventa dicendole che se lo arrestano lui finirà in prigione e lei chissà dove per mano dei servizi sociali.
Passano in questa maniera un anno intero finché Humbert comprende la necessità di Lolita di avere un'istruzione come tutti i suoi coetanei. Giungono così nella cittadina di Breadsley dove Humbert iscrive Lolita ad una scuola femminile. L'uomo si è fatto sempre più possessivo e tiene la ragazzina praticamente prigioniera, vietandole di partecipare alle attività del doposcuola e soprattutto di frequentare i ragazzi: quindi Lolita, nel tentativo di ritagliarsi degli spazi di autonomia dall'asfissiante presenza di Humbert, lo persuade a permetterle di frequentare una scuola di teatro dove ha modo di incontrare gli amici e il commediografo Quilty che aveva già conosciuto quando questi era stato ospite della casa della madre. Stanno preparando la recita scolastica e assistendo a una delle prove generali quando Quilty rimane fortemente colpito dalle capacità recitative di Lolita. Poco prima della serata di inaugurazione Humbert e Lolita hanno una feroce discussione, Lolita scappa via e Humbert la ritrova raggiante mentre sta uscendo da una cabina telefonica affermando che stava per raggiungerlo a casa e che ha preso una grande decisione. Mentre comprano da bere Lolita afferma che vuole rimettersi in viaggio.
Humbert, messo in difficoltà dalle voci poco gradevoli che la sua relazione con la figliastra Lolita hanno ispirato alla comunità, decide di cogliere l'occasione al balzo e fuggire in auto per riprendere i loro vagabondaggi sulle strade statunitensi. Tuttavia Humbert ha la sensazione di essere seguito da un uomo misterioso che egli suppone essere dapprima un investigatore, e comincia a farsi via via sempre più sospettoso temendo che Lolita lo conosca e che stia cospirando con altre persone al fine di sfuggirgli. Ad un certo punto Lolita si ammala e viene ricoverata in ospedale e per la prima volta Humbert si ritrova dopo anni senza avere Lolita al suo fianco. Una volta guarita, Lolita riesce a sfuggire alla sua sorveglianza e a dileguarsi dall'ospedale – prima ancora che Humbert possa venire a prenderla – con un uomo adulto che al personale medico si fa passare per lo zio Gustave. Un Humbert quasi impazzito si dà a una frenetica ricerca girovagando per miriadi di hotel e scoprendo il più delle volte che Lolita e il misterioso uomo avevano soggiornato lì, ma sempre un passo prima che lui vi giungesse. Alla fine egli si arrende; dopo svariato tempo ha una relazione con una donna di nome Rita, che dura due anni.
L'anno seguente Humbert riceve una lettera da un'ormai diciassettenne Lolita, che gli scrive di essere sposata, in attesa di un figlio e bisognosa di denaro. Humbert va a trovarla e riesce a farsi dire il nome di chi l'aveva aiutata nella fuga dall'ospedale, nientedimeno che Quilty. Il regista aveva subito dopo cercato di farne una stella di film pornografici, ma al rifiuto di lei l'aveva buttata in strada e allora Lolita ha fatto vari lavoretti prima di incontrare e sposare il marito Dick (Richard), che non conosce nulla del suo passato e al quale ha raccontato di Humbert come se fosse il suo vero padre. Dopo averle consegnato quattromila dollari, Humbert cerca di convincerla a venire via con sé, ricevendone però un secco rifiuto. A questo punto nella più completa disperazione Humbert va a cercare Quilty a casa sua e lo uccide a colpi di pistola. Arrestato per l'omicidio, scrive in carcere in attesa di processo il libro di memorie Lolita o le confessioni di un maschio bianco vedovo (Lolita or, The Confessions of a White Widowed Male), da pubblicarsi come autodifesa postuma. Alla fine, come viene detto o fatto intuire ("la moglie di Richard F. Schiller è morta di parto") già nella fittizia prefazione, Humbert muore in carcere per trombosi coronarica, e un mese dopo Lolita muore di parto il giorno di Natale.

## Personaggi

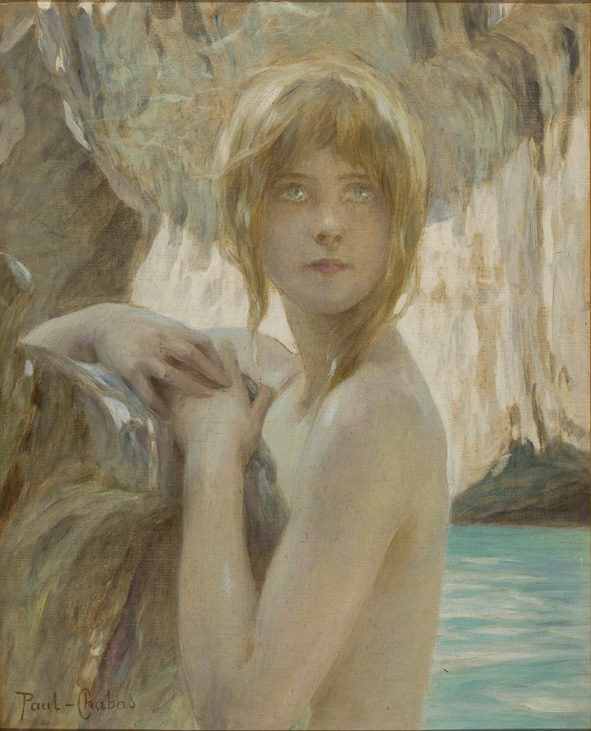
Una giovane ninfa di Paul Chabas: il protagonista è affascinato dalle ragazzine, ch'egli chiama «ninfette»

- Humbert Humbert

Il nome è uno pseudonimo utilizzato dall'immaginario curatore dello scritto, l'incaricato del suo avvocato. Nato a Parigi nel 1910. Professore di letteratura francese, matura sentimenti morbosi verso la dodicenne e futura figliastra Lolita. Muore in carcere di trombosi coronarica il 16 novembre 1952.
- Lolita (chiamata anche Lo e Dolly, il cui vero nome è Dolores Haze, ma viene costantemente chiamata da tutti con i vezzeggiativi appena citati):

Nata il 1º gennaio 1935 vicino a Cincinnati. Ragazzina molto spregiudicata e ribelle, che mostra una sessualità molto marcata rispetto alla sua giovanissima età, diventa l'ossessione di Humbert. All'inizio del libro ha dodici anni. Muore il 25 dicembre 1952 a Gary Star dando alla luce una bambina morta.
- Charlotte Haze

La madre vedova di Lolita e la futura moglie di Humbert. Si innamorerà presto di Humbert e addirittura si dimostrerà gelosa delle attenzioni che la figlia ottiene da parte dello stesso, motivo per cui decide di mandarla in colonia. Sarà l’unica esterna alla coppia a scoprire la morbosa ossessione di Humbert per la figlia. Ne verrà a conoscenza dopo aver letto il diario in cui Humbert scriveva tutto ciò che viveva. Il segreto morirà con lei quando, nella foga di imbucare delle lettere probabilmente compromettenti, sarà investita da una macchina appena fuori casa.
- Clare Quilty

Un vecchio regista e amico di Lolita che nella sua apparente gentilezza nei confronti della ragazzina cela intenzioni promiscue.
- Annabel Leigh

Primo amore giovanile di Humbert, conosciuta quando entrambi avevano 13 anni e morta di malattia due anni dopo. Il nome si ispira al titolo dell'ultima poesia composta da Edgar Allan Poe: Annabel Lee, dedicata probabilmente alla moglie deceduta, la cugina Virginia Eliza Clemm che sposò Poe a soli 13 anni.
- Valeria Zborovska

Prima moglie di Humbert.
- Gaston Godin

Un pittore dilettante e amico di Humbert che ha un interesse segreto nei confronti dei ragazzini.
- Dick Schiller (vero nome: Richard)

Marito di Lolita e meccanico veterano di guerra.
- Mona Dahl

Amica di Lolita e più grande di un anno, cerca di sedurre Humbert.
- Charlie Holmes

Figlio tredicenne della direttrice del campo estivo che diventa il primo amante di Lolita. Muore pochi anni dopo durante la guerra di Corea.

## Ricezione
A causa della trama, il libro venne rifiutato da molte case editrici, a meno di pesanti tagli e censure che Nabokov si rifiutò sempre di operare. Fu pubblicato a Parigi dalla Olympia Press, un'importante casa editrice di letteratura erotica nel 1955; in quell'anno lo scrittore Graham Greene - in un'intervista al Sunday Times di Londra - lo elogiò come uno dei migliori romanzi dell'anno, anche se i problemi di pubblicazione permasero. Nel dicembre 1956, il ministro degli Interni francese lo bandì per due anni. La prima edizione americana avvenne nel 1958 per la G.P. Putnam's Sons. Scalò la classifica dei best seller più venduti e divenne il primo libro dopo Via col vento a vendere 100 000 copie nelle prime tre settimane di pubblicazione.
In Italia fu pubblicato nel 1959 da Mondadori.

### Edizione Adelphi

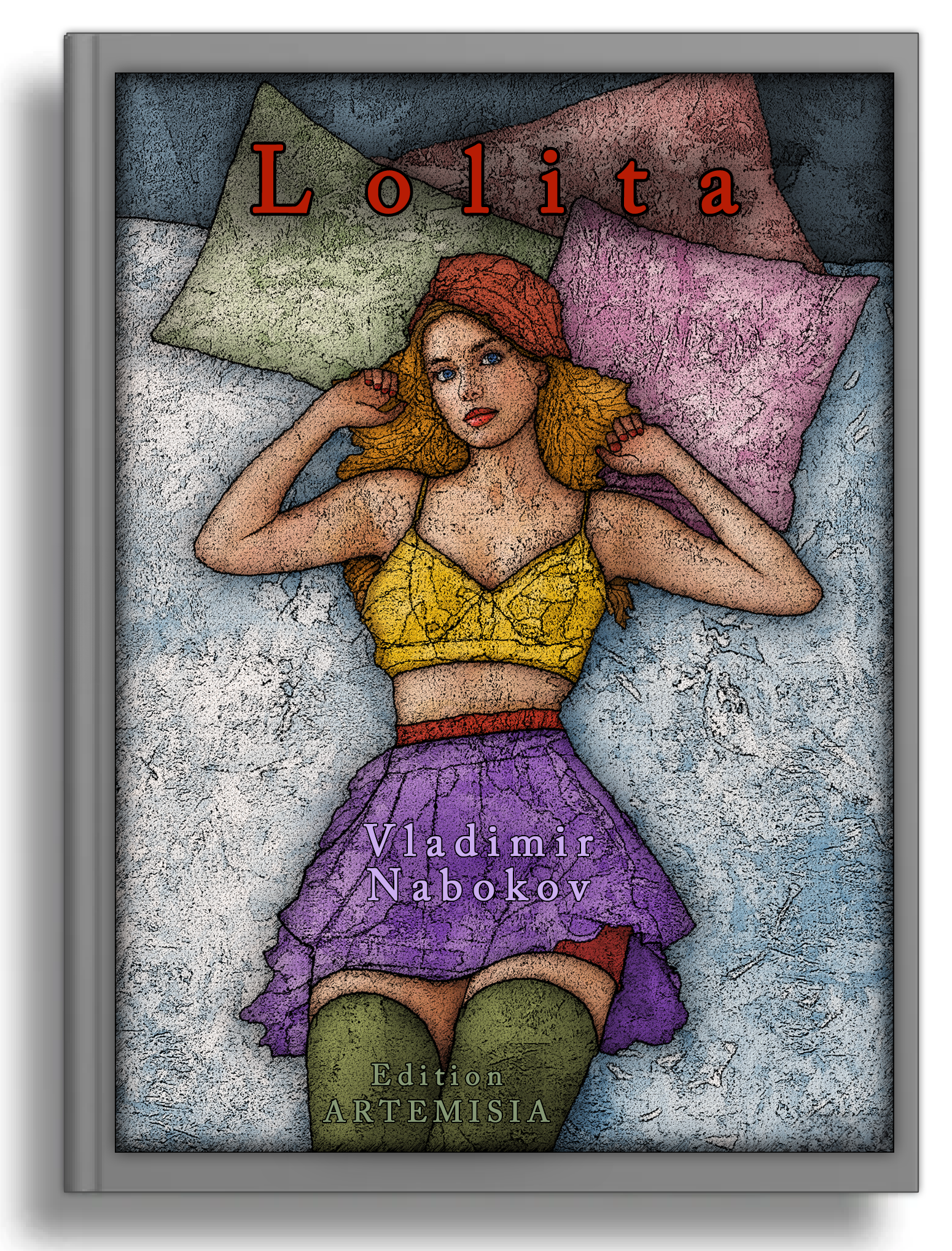
Vladimir Nabokov "Lolita", Immagine di copertina : Hugo Heikenwaelder, Edition ARTEMISIA, 1999

Nel 1993 l'Adelphi pubblicò una nuova versione di Lolita nell'ambito del progetto di ritraduzione di tutte le opere di Nabokov. Nonostante lo scandalo, le circa quattrocento pagine del libro non contengono né parole né descrizioni oscene: la trama è intessuta di uno stile letterariamente alto ed elegante che allude alle scabrosità senza mai descriverle esplicitamente, che ben risulta nell'edizione Adelphi.
L'editore di Adelphi e saggista Roberto Calasso in La follia che viene dalle ninfe (2005), che contiene anche il saggio del 1977 La sindrome Lolita, propone una chiave di lettura "mitografica"-esoterica e archetipica del romanzo di Vladimir Nabokov, citata nella prefazione di Pietro Citati. Calasso vede una possibile interpretazione nascosta, al di là del racconto di una perversione, della storia "scandalosa" del maturo professore Humbert attratto dalla dodicenne Lolita come una trasposizione moderna dei miti greci, in cui le divinità della natura, incarnazioni della giovinezza, possiedono l'uomo mortale ("ninfolessia"), in una forma di platonica "divina follia". Anche le divinità vere devono fare i conti con la purezza della ninfa: Zeus le possiede lui stesso, Pan le insidia e Apollo cerca un «luogo intatto» per istituire il suo culto: «Quel luogo è un essere», per i greci la ninfa è un luogo puro, perché non ha subito «le “calamità” che vengono dagli dei e dagli uomini». Per la ninfa Telfusa, Apollo è una minaccia. Alla fine Apollo «elevò un altare a se stesso» sui luoghi della ninfa, «e rubò a Telfusa anche il suo nome, facendosi chiamare Apollo Telfusio». Calasso cita il passo in cui Humbert dice:

### Postfazione e poscritto
Nel 1956 Nabokov scrisse una postfazione intitolandola Note su un libro chiamato Lolita, da allora allegata a ogni edizione del romanzo nella quale spiega la genesi del libro, le vicissitudini occorse per stamparlo; l'autore conclude riferendosi alla propria madrelingua abbandonata nel 1940, quando emigrò negli Stati Uniti. La prima versione in russo fu tradotta dallo stesso Nabokov: apparve da Phaedra a New York nel 1967; l'autore vi inserì un poscritto in cui indaga ulteriormente il rapporto con la lingua russa.
Nabokov afferma nello scritto del 1956 di aver realizzato il romanzo secondo i canoni dell'arte pura o "arte per l'arte", aderendo quindi ai canoni dell'estetismo:
(Vladimir Nabokov, Postfazione a Lolita, presente nell'edizione Adelphi)

## Edizioni italiane
Sulle copertine delle edizioni italiane l'autore è sempre riportato come Vladimir Nabokov, senza il patronimico.
- Vladimir Nabokov, Lolita, traduzione di Bruno Oddera, Collezione Medusa n.424, Milano, Arnoldo Mondadori Editore, 1959,  p. 481.
- Vladimir Nabokov, Lolita, traduzione di Bruno Oddera, Collana Il bosco n.138, Milano, Mondadori, 1964,  p. 481.
- Vladimir Nabokov, Lolita, traduzione di Bruno Oddera, introduzione di Pietro Citati, Collana Oscar settimanali n.45, Milano, Mondadori, 1966,  p. 377.
- Vladimir Nabokov, Lolita, traduzione di Giulia Arborio Mella, Collana Biblioteca n.278, Milano, Adelphi, 1993,  p. 395, ISBN 88-459-0997-2.
- Vladimir Nabokov, Lolita, traduzione di Giulia Arborio Mella, Collana gli Adelphi n.103, Milano, Adelphi, 1996,  p. 395, ISBN 978-88-459-1254-2.

La sceneggiatura per l'omonimo film di Stanley Kubrick – con introduzione di Enrico Ghezzi, prefazioni di Dmitri e Vladimir Nabokov e una nota del regista – è stata tradotta da Ugo Tessitore.

## Adattamenti
- Lolita, film di Stanley Kubrick del 1962 tratto dal romanzo su una sceneggiatura dello stesso Nabokov
- Lolita, film di Adrian Lyne del 1997 tratto dal romanzo di Nabokov, rifacimento dell'omonimo film di Kubrick.

## Influenza culturale
- Lolitismo
- Diario di Lo, romanzo di Pia Pera del 1995.
- I 100 libri del secolo di le Monde, compilata nel 1999.
- Moi... Lolita, brano della cantante francese Alizée, pubblicato nel 2000.
- Ti amo bastardo, romanzo di Luciana Littizzetto, pubblicato nel 2000.
- Leggere Lolita a Teheran, saggio-romanzo di Azar Nafisi del 2003 con la prima parte che dà il titolo al libro dedicata all'interpretazione di questa e altre opere di Nabokov.
- Il brano Funny Face dei Red Hot Chili Peppers, traccia del lato b del singolo Snow (Hey Oh), del 2006, cita più volte la protagonista del romanzo.
- Lolita (2012), canzone di Lana Del Rey la quale prende ispirazione dall'omonimo romanzo, tratta dall'album Born to Die.
- Lolito, romanzo di Daniele Luttazzi del 2013, è una parodia di questa e di altre opere di Nabokov. Il libro è una satira di Silvio Berlusconi.
- La casa dei libri (The Bookshop), film del 2017, dà un ruolo particolare nella trama all'interesse per Lolita e la qualità del romanzo.